# Вестман, Илья Владимирович
Илья Владимирович Вестман (1849—1912) — генерал-лейтенант русской императорской армии.

## Биография
Родился 23 сентября (5 октября) 1849 года в семье камер-юнкера и статского советника (впоследствии — сенатора и действительного тайного советника) Владимира Ильича Вестмана.
Получил домашнее образование. В службу вступил 24 июня 1866 года; с 19 февраля 1868 года прапорщик лейб-гвардии Преображенского полка.
Прохождение чинов: подпоручик с 1869, поручик с 1871, штабс-капитан с 1875, подполковник с 1877, полковник с 1885 года.
Участвовал в русско-турецкой войне, с 24 февраля 1877 года находился при главнокомандующем Кавказской армией, великом князе Михаиле Николаевиче; в 1878 году был награждён золотым оружием.
С 6 мая 1883 по -22 мая 1890 года был командиром 3-й Кавказской стрелковой бригады; 24 октября 1899 года был произведён в генерал-майоры и 22 мая 1890 года назначен командиром 91-го пехотного Двинского полка. С 24 октября 1899 года — командир 1-й бригады 23-й пехотной дивизии, с 17 февраля 1905 года — начальник 50-й пехотной резервной бригады. Произведён в генерал-лейтенанты.
Умер 3 (16) ноября 1912 года.

## Награды
российские
- орден Св. Анны 3-й ст. с бантом (1877)
- орден Св. Владимира 4-й ст. с мечами и бантом (1877)
- золотое оружие (1878)
- орден Св. Станислава 2-й ст. (1881)
- орден Св. Анны 2-й ст.  (1888)
- орден Св. Владимира 3-й ст. (1891)
- орден Св. Станислава 1-й ст. (1902)
- орден Св. Анны 1-й ст.  (1905)

иностранные
- прусский орден Красного орла 4-го класса (1873)
- австрийский орден Франца-Иосифа (1874)
- орден Вендской короны (1879)
- орден Св. Маврикия и Лазаря, большой офицерский крест (1903)

## Семья
Был женат с 16 февраля 1883 года на дочери действительного статского советника Александре Михайловне Ростовской. У них было четверо детей.